# Schlacht am Zab

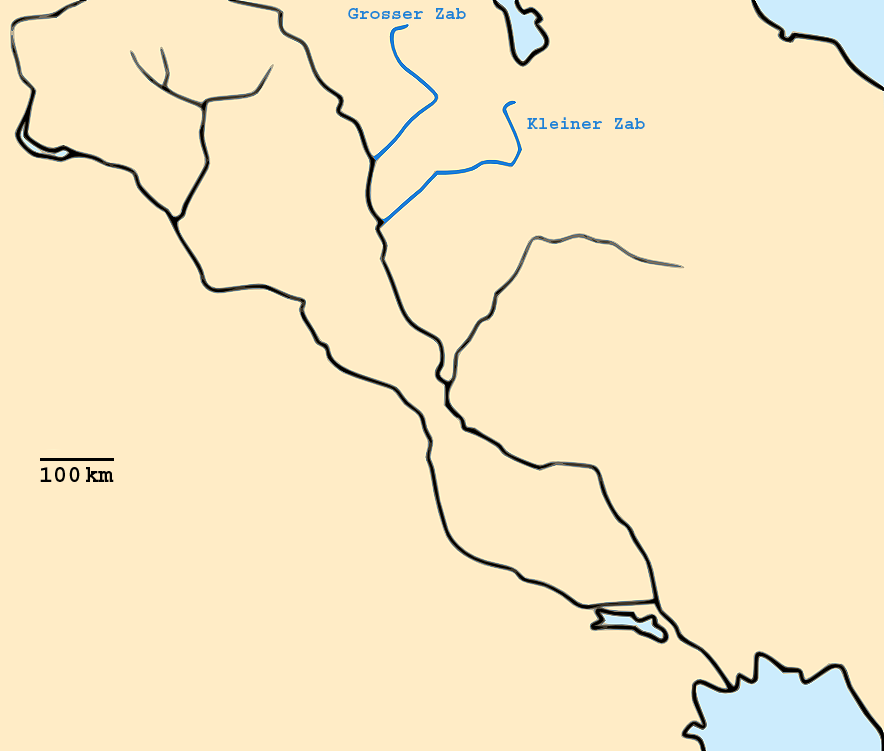
Großer und Kleiner Zab

Die Schlacht am Zab (arabisch معركة الزاب, DMG Maʿrakat az-Zāb) fand am 16. Januar 750 zwischen den Abbasiden und den Umayyaden an dem Fluss Großer Zab im Norden des Irak statt. Dabei wurde der letzte Widerstand der Umayyaden (von Damaskus) unter ihrem Kalifen Marwan II. von den Abbasiden unter as-Saffah gebrochen. Das Resultat war ein Wechsel in der Dynastie der Kalifen. Die Abbasiden gründeten die zweite Kalifendynastie. Die erste Hauptstadt des arabischen Reiches der Abbasiden-Dynastie (750–1258) war al-Anbar im nördlichen Irak, 762 wurde es Bagdad.